# Butel
Butel (makedonska: Бутел) är en ort i Nordmakedonien.   Den är huvudort i kommunen med samma namn, i den centrala delen av landet, i huvudstaden Skopje. Butel ligger 288 meter över havet och antalet invånare är 36 154.